# Польша на летних Олимпийских играх 1960
Польша принимала участие в Летних Олимпийских играх 1960 года в Риме (Италия), и завоевала 21 медаль (4 золотых, 5 серебряных и 11 бронзовых). Сборную страны представляли 185 спортсменов (156 мужчин, 29 женщин).

## Медалисты
| Медаль  | Спортсмен                                                                                   | Вид спорта                  | Дисциплина                        |
| ------- | ------------------------------------------------------------------------------------------- | --------------------------- | --------------------------------- |
| Золото  | Казимеж Паздзёр                                                                             | Бокс                        | Мужчины, до 60 кг                 |
| Золото  | Здислав Кжишковяк                                                                           | Лёгкая атлетика             | Мужчины, 3000 м с препятствиями   |
| Золото  | Юзеф Шмидт                                                                                  | Лёгкая атлетика             | Мужчины, тройной прыжок           |
| Золото  | Иренеуш Палиньский                                                                          | Тяжёлая атлетика            | Мужчины, до 82,5 кг               |
| Серебро | Ежи Адамский                                                                                | Бокс                        | Мужчины, до 57 кг                 |
| Серебро | Тадеуш Валасек                                                                              | Бокс                        | Мужчины, до 75 кг                 |
| Серебро | Збигнев Петшиковский                                                                        | Бокс                        | Мужчины, до 81 кг                 |
| Серебро | Ярослава Юзвяковская                                                                        | Лёгкая атлетика             | Женщины, прыжки в высоту          |
| Серебро | Эльжбета Кшесиньская                                                                        | Лёгкая атлетика             | Женщины, прыжки в длину           |
| Серебро | Мариан Кушевский Эмиль Охира Ежи Павловский Анджей Пионтковский Войцех Заблоцкий Ришард Зуб | Фехтование                  | Мужчины, командная сабля          |
| Бронза  | Брунон Бендиг                                                                               | Бокс                        | Мужчины, до 54 кг                 |
| Бронза  | Мариан Каспшик                                                                              | Бокс                        | Мужчины, до 63,5 кг               |
| Бронза  | Лешек Дрогош                                                                                | Бокс                        | Мужчины, до 67 кг                 |
| Бронза  | Данела Вальковяк                                                                            | Гребля на байдарках и каноэ | Женщины, байдарка-одиночка, 500 м |
| Бронза  | Стефан Капланяк Владислав Зелиньский                                                        | Гребля на байдарках и каноэ | Мужчины, байдарка-двойка, 1000 м  |
| Бронза  | Тадеуш Рут                                                                                  | Лёгкая атлетика             | Мужчины, метание молота           |
| Бронза  | Тереса Цеплы Барбара Соботта Целина Есёновская Халина Гурецкая                              | Лёгкая атлетика             | Женщины, эстафета 4×100 м         |
| Бронза  | Казимеж Зимний                                                                              | Лёгкая атлетика             | Мужчины, 5000 м                   |
| Бронза  | Ян Бохенек                                                                                  | Тяжёлая атлетика            | Мужчины, до 82,5 кг               |
| Бронза  | Теодор Коцерка                                                                              | Академическая гребля        | Мужчины, одиночки                 |
| Бронза  | Тадеуш Трояновский                                                                          | Борьба                      | Мужчины, вольная борьба, до 57 кг |

## Результаты соревнований

### Академическая гребля
В следующий раунд из каждого заезда проходили несколько лучших экипажей (в зависимости от дисциплины). В финал A выходили 6 сильнейших экипажей.
Мужчины
| Соревнование | Спортсмены     | Предварительный заезд | Предварительный заезд | Предварительный заезд | Отборочный заезд | Отборочный заезд | Отборочный заезд | Полуфинал     | Полуфинал     | Полуфинал     | Финал   | Финал |
| Соревнование | Спортсмены     | Заезд                 | Время                 | Место                 | Заезд            | Время            | Место            | Заезд         | Время         | Место         | Время   | Место |
| ------------ | -------------- | --------------------- | --------------------- | --------------------- | ---------------- | ---------------- | ---------------- | ------------- | ------------- | ------------- | ------- | ----- |
| одиночки     | Теодор Коцерка | 2                     | 7:33,38               | 3                     | 3                | 7:24,31          | 1 Q              | не проводился | не проводился | не проводился | 7:21,26 | 3     |